# 李照東
李照東（1954年8月—），廣東汕頭人。中國畫畫家 ，擅長創作山水畫、花鳥畫。李氏曾受鄭輔宣、王蘭若、劉昌潮、林豐俗及饒宗頤等名師指授，亦是當代對繪畫入古致深探索應用的代表。他篤信佛教，對佛家禪宗思想特別推崇。
李氏現為中國畫學會創會理事，廣州畫院特聘研究員，廣東省中國畫學會常務理事，中國美術家協會會員、深圳述古堂學術主持人。

## 生平
李照東1954年出生於廣東汕頭的書畫世家，自幼隨父親李永芝研習字形結構與筆墨章章法，因出眾天賦而與方楚雄、莊小尖同被譽「神童」。

### 海派啟蒙
1962年時，八歲的李照東開始為媒體所關注。其書法作品在《南方日報》、《文滙報》、《羊城晚報》等刊登，更接受中國中央電視台訪問，珠江電影製片廠特别拍攝紀錄片《小小書法家——李照東》。
1965年起，李照東向著名書畫家、篆刻家和詩人佃介眉先生求教。佃老題「天骨弱齡無壅滞」以贈之，寓意其書法天賦出眾、年少有為；又稱讚其「少年能踵晉唐風韻，王鐸後未可復見」。而在媒體報道後，地方有意栽培李照東在書畫方面發展，令其得鄭輔宣、王蘭若及劉昌潮等先生（皆師出海派）的教導，學習以梅蘭竹菊為主的海派花鳥畫。

### 寫生探索
1973年開始，李照東的作畫重心由花鳥畫轉為山水畫外，開始持續到大自然寫生。他得林豐俗、梁留生兩位先生指授，亦大量臨摹了梁留生、胡佩衡的原作，以及梅清、石濤等山水小品畫冊。
八十年代中期開始，李照東因工作關係移居深圳，得以接觸到來自全國的書畫家。其時，黄宾虹原作頻現，其濃密渾厚的畫風令李照東深受啟發；由此鍛鍊出的筆墨技巧配合對大自然寫生的一直堅持，令李照東確立「師法自然」、「援書入畫」的個人風格。
1996年，李照東首次於中国美术馆舉辦個人作品展。

### 入古出新
千禧年後，李照東上溯宋元，向更深遠的古法拓進，同時寫生不懈，作品呈現出渾樸蒼茫、生機湧動的氣象，其花鳥畫亦走向成熟。同時，他開始於各地舉辦個人展覽，展出書畫作品，而作品亦被不同博物館等收藏。
2000年，李照東再次於中國美術館舉辦個人作品展。
2005年，作品獲「首屆中國寫意畫展」優秀奬
2007年，作品《連山行忽開》、《山紫更斜陽》、《寒林空見日斜時》人選中華人民共和國文化部主辦之《東方視覺——中韓現代藝術展》
2009年，作品《長潭玉笛》入選人民出版社為慶祝新中國成立60年而特別編製的《中國美術60年》（1949─2009）、作品入選中國美術家協會慶祝建國60周年而籌辦之「60年60名家邀請展」
2010年作品獲第十六屆亞運會中國畫展優秀獎
2013年，作品《蜀道難》入選羅浮宮國際美術展
2015年，作品《匡廬煙嵐》入選第二屆兩岸文化藝術交流高峰會，於台北中正紀念堂展出
2016年，作品被納入高等院校教材，即中國文聯出版社之《高等藝術院校教學模範·李照東山水畫作集》
2019年，作品入選「新時代——新二屆中華民族大團結作品展」
20221年，作品被納入高等院校教材，即中国美术学院出版社之《中國高等藝術院校教學範本：李照東繪畫作品》
2024年，廣東衛視製作之紀錄片《李照東人物傳記：從善如流》首播

## 個人展覽
- 2009年10月6日至12日在香港中環域多利皇后街 九號三樓集古齋畫廊舉辦「禪室棲空觀──李照東畫展」[10]

- 2014年2月12日至3月12日在廣東普寧市定合藝術空間展館舉辦「輕寒飛燕影——李照東花鳥作品展」[11]

- 2014年7月11日至7月22日在廣東南岸美術館舉辦「逃禪——李照東國畫展」[12]

- 2019年1月19日至1月30日在深圳市羅湖美術館舉辦「妙合化權——李照東中國畫藝術展」[13][14]

- 2020年7月25日至7月31日在深圳市麒麟山畫院舉辦「無南北——李照東精品寫生展」[15]

- 2024年2月7日至3月6日在潮汕歷史文化博覽中心舉辦「鍾靈毓秀——李照東書畫展」[16][17]

- 2024年4月12日至4月25日在浙江美術館舉辦「和光接物——李照東作品展」[18][19]

## 主要出版物
李氏多年來曾出版不同畫集、書法集等。
- 《李照東書畫集》[20]

- 《藝海潮聲︰百年潮人中國畫集萃》[21]

- 《雪泥鴻爪·李照東山水丙戌卷》[22]

- 《法順風隨·李照東卷》[23]

- 《隨緣行·李照東寫生作品集》[24]

- 《高等藝術院校教學模範·李照東山水畫作集》[25]

- 《中國高等藝術院校教學範本︰李照東繪畫作品》[26]

## 外部連結
- 李照东 雅昌艺术网-艺术家专页